# Harry Droog
Henricus Antonius (Harry) Droog, né le 17 décembre 1944 à Beemster, est un rameur d'aviron néerlandais. 

## Carrière
Harry Droog participe aux Jeux olympiques d'été de 1968 à Mexico et remporte la médaille d'argent en deux de couple avec son coéquipier Leendert van Dis.